# Utricularia smithiana
Utricularia smithiana este o specie de plante carnivore din genul Utricularia, familia Lentibulariaceae, ordinul Lamiales, descrisă de R. Wight. Conform Catalogue of Life specia Utricularia smithiana nu are subspecii cunoscute.